# الفتى الذي بإمكانه الطيران
الفتى الذي بإمكانه الطيران (بالإنجليزية: The Boy Who Could Fly)‏ هو فيلم فنتازيا صدر في سنة 1986. قصة الفيلم عن صبي مصاب بالتوحد يحلم بالطيران يلامس شغاف قلب كل شخص يقابله، بما في ذلك عائلة جديدة انتقلت للإقامة بعد وفاة والدهم. 

## الميزانية والإيرادات
بلغت تكلفة إنتاج الفيلم حوالي 9 ملايين دولار بينما حقق أرباحا تقدر بـ 7,177,431 دولار.

## وصلات خارجية
- الفتى الذي بإمكانه الطيران على موقع IMDb (الإنجليزية)
- الفتى الذي بإمكانه الطيران على موقع روتن توميتوز (الإنجليزية)
- الفتى الذي بإمكانه الطيران على موقع نتفليكس (الإنجليزية)
- الفتى الذي بإمكانه الطيران على موقع ألو سيني (الفرنسية)
- الفتى الذي بإمكانه الطيران على موقع Turner Classic Movies (الإنجليزية)
- الفتى الذي بإمكانه الطيران على موقع أول موفي (الإنجليزية)
- الفتى الذي بإمكانه الطيران على موقع بوكس أوفيس موجو (الإنجليزية)
- الفتى الذي بإمكانه الطيران على موقع فيلمافينيتي (الإسبانية)
- الفتى الذي بإمكانه الطيران على موقع قاعدة بيانات الأفلام السويدية (السويدية)
- الفتى الذي بإمكانه الطيران على موقع قاعدة بيانات الفيلم (الإنجليزية)